# Cui Zhiyuan
Cui Zhiyuan (en chinois : 崔 之 元), né à Pékin en 1963, est professeur à la « School of Public Policy and Management » de l'université Tsinghua.

## Pensée
Depuis les années 1990, il est souvent désigné par les intellectuels chinois au sein du camp libéral comme faisant partie d'une Nouvelle Gauche chinoise (新左派), notamment après avoir appelé dans un de ses articles à une « deuxième libération de la pensée ». Ses vues sont discutées dans de nombreux milieux académiques et sociopolitiques. Il est également critique des récentes privatisations des biens de l'État, et appelle à plus de démocratie au sein de l'État-Parti chinois ainsi qu'au sein de l'économie de marché.
Lors de ses études et de sa brève carrière d'enseignant-chercheur aux États-Unis, il semble avoir été largement influencé par la pensée de Roberto Mangabeira Unger et le marxisme analytique.